# Фарвардин
Фарвардин (на персийски: فروردین) е първият месец на годината според иранския календар.
Той се състои от 31 дни и е първи месец на пролетта. Спрямо Григорианския календар месец фарвардин започва на 21 март и свършва на 20 април при 3 от 4 последователни години. През останалите години той започва на 19 или на 22 март и свършва на 18 или на 21 април.

## Етимология
Месеците на иранския календар носят имената на зороастрийските язати. Фарвардин произлиза от Фраваши, духът-пазител, описан в древната книга Авеста.

## Официални празници
- 1 – 4 фарвардин – Нова Година (Норуз).
- 12 фарвардин – Денят на Ислямска Република, Национален празник на Иран.
- 13 фарвардин – Сизда-Бедар, денят на природата.

## Събития и чествания
- 6 фарвардин – Рожден ден на Заратустра.
- 18 фарвардин – Ден на здравето.
- 20 фарвардин – Национален ден на ядрените технологии.
- 25 фарвардин – Честване на Фарид ад-дин Аттар, персийски поет и теоретик на суфизма.
- 29 фарвардин – Ден на Иранската армия.